# Званична ирска републиканска армија
Званична ирска републиканска армија (енгл. Official Irish Republican Army - скраћено OIRA) је Ирска парамилитарна организација која је за циљ имала припајање Северне Ирске Републици Ирској и формирање радничке (социјалистичке) државе која би обухватала цело острво Ирске. Настала је децембра 1969. године, убрзо након почетка Невоља, када се Ирска републиканска армија поделила у две фракције од којих је друга била Привремена ирска републиканска армија (Привремена ИРА). И једна и друга фракција су себе називале "Ирска републиканска армија", или краће "ИРА", негирајући легитимитет оној другој. За разлику од "Привремене", "Званична" је своју идеологију заснивала на марксистичком и антиимперијалистичком учењу, те је директно сарађивала са осталим Ирским комунистичким и социјалистичким групама уједињеним у Ирски национални ослободилачки фронт (енгл. Irish National Liberation Front - скраћено NLF). Званична ирска републиканска армија је понекад називана и надимком "Црвена ИРА" због својих идеолошких убеђења.
Изводила је ограничене акције против британске војске, углавном изводећи оружане и бомбашке нападе усмерене ка јединицима стационираним у урбаним радничким четвртима. Учествовала је у неколико значајних акција у периоду између децембра 1969. и маја 1972. године када је потписала примирије, обећавши да ће своје акције свести на одбрану и одмазду. Временом Привремена ирска републиканска армија постаје знатно бројнија и активнија организација. Након потписивања примирија долази до повремених сукоба између Званичне и Привремене ИРА-е.
Званична ирска републиканска армија је била повезана са политичком партијом Званични Шин Фејн, касније преименованом у Шин Фејн Радничка Партија из које је настала данашња Радничка партија Ирске.